# Star One (satélites)
Star One es una serie de satélites de telecomunicaciones geoestacionarios brasileños que son operados por Embratel Star One, una subsidiaria de Embratel. Los satélites Star One han reemplazado a los antiguos satélites de la serie BrasilSat. Actualmente, la serie Star One está formada por seis satélites operativos en órbita y otro en construcción, el Star One D2.

## Frota de satélites
| Satélite     | Fecha lanzamiento | Vehículo | Estado |
| ------------ | ----------------- | -------- | ------ |
| Star One C12 | 2005              | Proton-M | Activo |
| Star One C1  | 2007              | Ariane 5 | Activo |
| Star One C2  | 2008              | Ariane 5 | Activo |
| Star One C3  | 2012              | Ariane 5 | Activo |
| Star One C4  | 2015              | Ariane 5 | Activo |
| Star One D1  | 2016              | Ariane 5 | Activo |
| Star One D2  | 2021              | Ariane 5 | Activo |